# Pseudemoia entrecasteauxii
Pseudemoia entrecasteauxii — вид сцинкоподібних ящірок родини сцинкових (Scincidae). Ендемік Австралії. Вид названий на честь французького мореплавця Антуана де Брюні д'Антркасто.

## Поширення і екологія
Pseudemoia entrecasteauxii мешкають на південному сході Австралії, від високогір'їв Нового Південного Уельсу до південної Вікторії та до півострова Ейр у Південній Австралії, а також на Тасманії та на островах Бассової протоки. Вони живуть в різноманітних природних середовищах, зокрема в помірних лісах і рідколіссях, на пустищах і луках, на базальтових кам'янистих рівнинах, в прибережних заростях та на високогірних луках Великого Вододільного хребта, серед повалених дерев і опалого листя. Є живородними, народжують від 2 до 6 дитинчат. Тривалість життя P. entrecasteauxii становить 5-6 років.

## Збереження
МСОП класифікує цей вид як такий, що перебуває під загрозою зникнення. Pseudemoia entrecasteauxii загрожує знищення природного середовища, зміни клімату та хижацтво з боку інтродукованих кішок і лисиць